# Lista över matchresultat i Svenska Hockeyligan 2014/2015
Lista över matchresultat i grundserien av Svenska Hockeyligan 2014/2015. Ligan inleddes den 10 september 2014 och avslutades 5 mars 2015.
Slutgiltig tabell den 5 mars 2015.
| Nr | Lag                 | S  | V  | ÖV | ÖF | F  | GM  | IM  | MS  | P   |
| -- | ------------------- | -- | -- | -- | -- | -- | --- | --- | --- | --- |
| 1  | Skellefteå AIK (RM) | 55 | 32 | 5  | 5  | 13 | 169 | 116 | +53 | 111 |
| 2  | Frölunda HC         | 55 | 23 | 11 | 6  | 15 | 145 | 120 | +25 | 97  |
| 3  | Växjö Lakers        | 55 | 24 | 9  | 6  | 16 | 158 | 120 | +38 | 96  |
| 4  | Linköping HC        | 55 | 26 | 4  | 7  | 18 | 156 | 125 | +31 | 93  |
| 5  | HV71                | 55 | 25 | 6  | 5  | 19 | 145 | 141 | +4  | 92  |
| 6  | Örebro HK           | 55 | 21 | 10 | 7  | 17 | 156 | 128 | +28 | 90  |
| 7  | Färjestad BK        | 55 | 21 | 6  | 8  | 20 | 128 | 135 | −7  | 83  |
| 8  | Luleå HF            | 55 | 21 | 6  | 4  | 24 | 127 | 131 | −4  | 79  |
| 9  | Djurgårdens IF (U)  | 55 | 15 | 9  | 8  | 23 | 128 | 157 | −29 | 71  |
| 10 | Brynäs IF           | 55 | 19 | 3  | 5  | 28 | 132 | 159 | −27 | 68  |
| 11 | Leksands IF         | 55 | 15 | 3  | 6  | 31 | 116 | 179 | −63 | 57  |
| 12 | Modo                | 55 | 12 | 4  | 9  | 30 | 127 | 176 | −49 | 53  |

## Matcher
| Denna tabell: visa • redigera |

| - 10 september 2014 Luleå HF - Skellefteå AIK 3 - 2 ( 1-1,1-1,0-0,0-0,1-0 ) 6179 Coop Norrbotten Arena - 11 september 2014 Leksands IF - Färjestads BK 1 - 2 ( 1-0,0-0,0-2 ) 6361 Tegera Arena - 11 september 2014 Modo Hockey - Örebro HK 1 - 3 ( 0-0,1-2,0-1 ) 5125 Fjällräven Center - 11 september 2014 Växjö Lakers HC - HV 71 2 - 0 ( 0-0,1-0,1-0 ) 5750 Vida Arena - 11 september 2014 Frölunda HC - Brynäs IF 4 - 0 ( 1-0,1-0,2-0 ) 9566 Scandinavium - 15 september 2014 Linköping HC - Djurgårdens IF 2 - 1 ( 1-1,1-0,0-0 ) 7136 Saab Arena - 13 september 2014 Skellefteå AIK - Modo Hockey 6 - 2 ( 2-0,4-0,0-2 ) 5016 Skellefteå Kraft Arena - 13 september 2014 Örebro HK - Frölunda HC 1 - 2 ( 0-0,0-0,1-1,0-1 ) 5200 Behrn Arena - 13 september 2014 Brynäs IF - Leksands IF 4 - 1 ( 0-0,1-0,3-1 ) 7680 Gavlerinken Arena - 13 september 2014 Djurgårdens IF - Växjö Lakers HC 2 - 1 ( 1-0,0-1,0-0,0-0,1-0 ) 8094 Johanneshovs isstadion - 13 september 2014 Färjestads BK - Luleå HF 2 - 3 ( 1-1,0-1,1-1 ) 5380 Löfbergs Arena - 13 september 2014 HV 71 - Linköping HC 6 - 4 ( 1-3,2-1,3-0 ) 6763 Kinnarps Arena - 17 september 2014 Örebro HK - Luleå HF 1 - 3 ( 0-0,1-1,0-2 ) 4785 Behrn Arena - 17 september 2014 Brynäs IF - Växjö Lakers HC 1 - 2 ( 0-0,1-0,0-1,0-0,0-1 ) 3507 Gavlerinken Arena - 17 september 2014 Djurgårdens IF - Leksands IF 4 - 1 ( 1-0,2-0,1-1 ) 13117 Globen - 18 september 2014 Skellefteå AIK - Linköping HC 4 - 1 ( 0-0,3-0,1-1 ) 4252 Skellefteå Kraft Arena - 18 september 2014 Färjestads BK - Modo Hockey 2 - 6 ( 0-1,2-3,0-2 ) 4469 Löfbergs Arena - 18 september 2014 HV 71 - Frölunda HC 5 - 0 ( 1-0,2-0,2-0 ) 6568 Kinnarps Arena - 20 september 2014 Frölunda HC - Djurgårdens IF 2 - 1 ( 1-0,1-0,0-1 ) 8618 Scandinavium - 20 september 2014 Leksands IF - Skellefteå AIK 0 - 2 ( 0-0,0-0,0-2 ) 5844 Tegera Arena - 20 september 2014 Linköping HC - Örebro HK 3 - 0 ( 1-0,1-0,1-0 ) 5035 Saab Arena - 20 september 2014 Luleå HF - Brynäs IF 2 - 1 ( 0-0,1-1,1-0 ) 4416 Coop Norrbotten Arena - 20 september 2014 Modo Hockey - HV 71 4 - 1 ( 2-0,1-1,1-0 ) 4940 Fjällräven Center - 20 september 2014 Växjö Lakers HC - Färjestads BK 3 - 4 ( 0-1,1-0,2-2,0-0,0-1 ) 4489 Vida Arena - 22 september 2014 Linköping HC - Växjö Lakers HC 3 - 5 ( 1-0,1-2,1-3 ) 4290 Saab Arena - 25 september 2014 Örebro HK - HV 71 2 - 0 ( 0-0,0-0,2-0 ) 5006 Behrn Arena - 25 september 2014 Djurgårdens IF - Färjestads BK 2 - 1 ( 0-0,0-0,1-1,0-0,1-0 ) 6974 Johanneshovs isstadion - 25 september 2014 Leksands IF - Luleå HF 0 - 8 ( 0-2,0-1,0-5 ) 4656 Tegera Arena - 26 september 2014 Skellefteå AIK - Brynäs IF 4 - 1 ( 1-0,2-1,1-0 ) 5033 Skellefteå Kraft Arena - 26 september 2014 Frölunda HC - Modo Hockey 3 - 2 ( 0-1,1-0,2-1 ) 7495 Scandinavium - 27 september 2014 Örebro HK - Djurgårdens IF 5 - 4 ( 2-0,1-1,1-3,1-0 ) 5200 Behrn Arena - 27 september 2014 Växjö Lakers HC - Luleå HF 4 - 2 ( 1-0,3-1,0-1 ) 4411 Vida Arena - 27 september 2014 Modo Hockey - Leksands IF 5 - 3 ( 1-0,1-3,3-0 ) 5472 Fjällräven Center - 27 september 2014 Brynäs IF - Linköping HC 4 - 3 ( 2-1,1-1,0-1,1-0 ) 4217 Gavlerinken Arena - 27 september 2014 Färjestads BK - Frölunda HC 3 - 2 ( 1-0,1-2,0-0,0-0,1-0 ) 6639 Löfbergs Arena - 27 september 2014 HV 71 - Skellefteå AIK 4 - 3 ( 2-1,2-2,0-0 ) 7000 Kinnarps Arena - 1 oktober 2014 Luleå HF - Frölunda HC 2 - 3 ( 0-2,1-0,1-0,0-0,0-1 ) 4642 Coop Norrbotten Arena - 1 oktober 2014 Brynäs IF - Modo Hockey 4 - 3 ( 2-0,0-2,2-1 ) 3722 Gavlerinken Arena - 1 oktober 2014 Linköping HC - Leksands IF 5 - 1 ( 0-0,1-0,4-1 ) 5044 Saab Arena - 2 oktober 2014 Skellefteå AIK - Färjestads BK 2 - 1 ( 1-1,0-0,1-0 ) 4566 Skellefteå Kraft Arena - 2 oktober 2014 Växjö Lakers HC - Örebro HK 2 - 3 ( 0-0,2-0,0-3 ) 4095 Vida Arena - 2 oktober 2014 HV 71 - Djurgårdens IF 2 - 1 ( 1-0,0-1,1-0 ) 6578 Kinnarps Arena - 4 oktober 2014 Luleå HF - HV 71 2 - 1 ( 0-0,0-0,2-1 ) 5542 Coop Norrbotten Arena - 4 oktober 2014 Modo Hockey - Växjö Lakers HC 0 - 5 ( 0-0,0-3,0-2 ) 5003 Fjällräven Center - 4 oktober 2014 Färjestads BK - Linköping HC 1 - 5 ( 0-1,0-1,1-3 ) 5083 Löfbergs Arena - 4 oktober 2014 Frölunda HC - Skellefteå AIK 2 - 3 ( 1-0,1-0,0-2,0-0,0-1 ) 10034 Scandinavium - 4 oktober 2014 Djurgårdens IF - Brynäs IF 1 - 5 ( 1-1,0-3,0-1 ) 8094 Johanneshovs isstadion - 4 oktober 2014 Leksands IF - Örebro HK 3 - 2 ( 2-2,1-0,0-0 ) 6096 Tegera Arena - 9 oktober 2014 Örebro HK - Skellefteå AIK 5 - 4 ( 0-1,2-2,2-1,0-0,1-0 ) 5122 Behrn Arena - 9 oktober 2014 Djurgårdens IF - Modo Hockey 4 - 3 ( 2-1,1-2,1-0 ) 6647 Johanneshovs isstadion - 9 oktober 2014 Växjö Lakers HC - Frölunda HC 1 - 2 ( 0-1,0-1,1-0 ) 4548 Vida Arena - 9 oktober 2014 Leksands IF - HV 71 2 - 3 ( 0-0,1-1,1-1,0-1 ) 5871 Tegera Arena - 9 oktober 2014 Linköping HC - Luleå HF 3 - 2 ( 0-0,1-2,2-0 ) 5197 Saab Arena - 10 oktober 2014 Brynäs IF - Färjestads BK 5 - 2 ( 1-0,2-2,2-0 ) 5189 Gavlerinken Arena - 11 oktober 2014 Frölunda HC - Linköping HC 4 - 1 ( 2-1,1-0,1-0 ) 7934 Scandinavium - 11 oktober 2014 Skellefteå AIK - Djurgårdens IF 3 - 2 ( 1-0,0-1,2-1 ) 5728 Skellefteå Kraft Arena - 11 oktober 2014 Modo Hockey - Luleå HF 1 - 4 ( 1-1,0-1,0-2 ) 5157 Fjällräven Center - 11 oktober 2014 Örebro HK - Färjestads BK 4 - 1 ( 1-1,1-0,2-0 ) 5200 Behrn Arena - 11 oktober 2014 Växjö Lakers HC - Leksands IF 2 - 0 ( 1-0,1-0,0-0 ) 5207 Vida Arena - 11 oktober 2014 HV 71 - Brynäs IF 5 - 0 ( 3-0,0-0,2-0 ) 6768 Kinnarps Arena - 15 oktober 2014 Brynäs IF - Örebro HK 4 - 1 ( 0-0,4-0,0-1 ) 3721 Gavlerinken Arena - 15 oktober 2014 Färjestads BK - HV 71 1 - 2 ( 1-2,0-0,0-0 ) 4853 Löfbergs Arena - 15 oktober 2014 Linköping HC - Modo Hockey 1 - 2 ( 0-1,0-0,1-1 ) 5073 Saab Arena - 15 oktober 2014 Skellefteå AIK - Växjö Lakers HC 2 - 1 ( 1-0,1-1,0-0 ) 4459 Skellefteå Kraft Arena - 16 oktober 2014 Luleå HF - Djurgårdens IF 3 - 4 ( 1-3,1-1,1-0 ) 4600 Coop Norrbotten Arena - 16 oktober 2014 Leksands IF - Frölunda HC 1 - 2 ( 0-0,0-0,1-2 ) 5229 Tegera Arena - 17 oktober 2014 HV 71 - Växjö Lakers HC 6 - 3 ( 2-1,3-1,1-1 ) 6833 Kinnarps Arena - 18 oktober 2014 Örebro HK - Leksands IF 3 - 5 ( 0-1,2-3,1-1 ) 5200 Behrn Arena - 18 oktober 2014 Färjestads BK - Skellefteå AIK 6 - 3 ( 2-1,2-2,2-0 ) 5263 Löfbergs Arena - 18 oktober 2014 Djurgårdens IF - Linköping HC 4 - 2 ( 1-0,1-1,2-1 ) 6511 Johanneshovs isstadion - 18 oktober 2014 Modo Hockey - Brynäs IF 1 - 3 ( 1-0,0-2,0-1 ) 5223 Fjällräven Center - 18 oktober 2014 Frölunda HC - Luleå HF 2 - 1 ( 0-0,0-1,1-0,1-0 ) 8814 Scandinavium - 21 oktober 2014 Brynäs IF - Skellefteå AIK 1 - 3 ( 0-1,0-2,1-0 ) 3963 Gavlerinken Arena - 21 oktober 2014 Växjö Lakers HC - Linköping HC 5 - 4 ( 2-2,2-1,0-1,1-0 ) 4297 Vida Arena - 21 oktober 2014 HV 71 - Leksands IF 2 - 0 ( 1-0,0-0,1-0 ) 6584 Kinnarps Arena - 22 oktober 2014 Luleå HF - Örebro HK 1 - 3 ( 1-0,0-1,0-2 ) 4012 Coop Norrbotten Arena - 22 oktober 2014 Modo Hockey - Färjestads BK 3 - 2 ( 2-2,0-0,0-0,0-0,1-0 ) 4436 Fjällräven Center - 22 oktober 2014 Djurgårdens IF - Frölunda HC 0 - 6 ( 0-2,0-1,0-3 ) 6512 Johanneshovs isstadion - 23 oktober 2014 Skellefteå AIK - HV 71 1 - 4 ( 1-2,0-0,0-2 ) 4802 Skellefteå Kraft Arena - 23 oktober 2014 Leksands IF - Växjö Lakers HC 6 - 3 ( 2-2,3-0,1-1 ) 4798 Tegera Arena - 23 oktober 2014 Linköping HC - Brynäs IF 5 - 0 ( 2-0,1-0,2-0 ) 5628 Saab Arena - 24 oktober 2014 Luleå HF - Modo Hockey 2 - 3 ( 0-1,0-2,2-0 ) 4525 Coop Norrbotten Arena - 24 oktober 2014 Färjestads BK - Djurgårdens IF 2 - 3 ( 0-0,1-3,1-0 ) 6332 Löfbergs Arena - 24 oktober 2014 Frölunda HC - Örebro HK 1 - 4 ( 0-0,1-2,0-2 ) 8196 Scandinavium - 25 oktober 2014 Skellefteå AIK - Leksands IF 2 - 1 ( 1-0,1-0,0-1 ) 5437 Skellefteå Kraft Arena - 25 oktober 2014 Modo Hockey - Frölunda HC 3 - 4 ( 2-2,0-1,1-0,0-1 ) 6213 Fjällräven Center - 25 oktober 2014 Brynäs IF - HV 71 4 - 7 ( 2-1,1-3,1-3 ) 6802 Gavlerinken Arena - 25 oktober 2014 Djurgårdens IF - Luleå HF 2 - 1 ( 0-0,1-1,1-0 ) 7113 Johanneshovs isstadion - 25 oktober 2014 Örebro HK - Växjö Lakers HC 5 - 3 ( 1-1,2-2,2-0 ) 5122 Behrn Arena - 25 oktober 2014 Linköping HC - Färjestads BK 3 - 0 ( 0-0,2-0,1-0 ) 5847 Saab Arena - 28 oktober 2014 Luleå HF - Linköping HC 4 - 3 ( 2-1,1-0,0-2,0-0,1-0 ) 4228 Coop Norrbotten Arena - 28 oktober 2014 Modo Hockey - Skellefteå AIK 3 - 7 ( 2-3,0-0,1-4 ) 5679 Fjällräven Center - 28 oktober 2014 HV 71 - Örebro HK 4 - 3 ( 2-2,1-0,0-1,0-0,1-0 ) 6958 Kinnarps Arena - 28 oktober 2014 Leksands IF - Brynäs IF 3 - 2 ( 0-0,3-0,0-2 ) 7650 Tegera Arena - 28 oktober 2014 Växjö Lakers HC - Djurgårdens IF 6 - 5 ( 2-2,1-1,2-2,1-0 ) 5034 Vida Arena - 28 oktober 2014 Frölunda HC - Färjestads BK 2 - 3 ( 1-1,1-1,0-0,0-0,0-1 ) 11035 Scandinavium - 30 oktober 2014 Skellefteå AIK - Luleå HF 3 - 2 ( 0-1,2-1,1-0 ) 6001 Skellefteå Kraft Arena - 30 oktober 2014 Örebro HK - Modo Hockey 3 - 4 ( 2-1,1-1,0-1,0-0,0-1 ) 5200 Behrn Arena - 30 oktober 2014 Linköping HC - HV 71 2 - 0 ( 0-0,0-0,2-0 ) 7099 Saab Arena - 30 oktober 2014 Brynäs IF - Djurgårdens IF 4 - 7 ( 0-1,3-3,1-3 ) 6508 Gavlerinken Arena - 30 oktober 2014 Färjestads BK - Leksands IF 3 - 2 ( 0-0,2-1,1-1 ) 7483 Löfbergs Arena - 30 oktober 2014 Frölunda HC - Växjö Lakers HC 3 - 2 ( 0-1,1-1,1-0,0-0,1-0 ) 10819 Scandinavium - 1 november 2014 Skellefteå AIK - Frölunda HC 1 - 3 ( 0-0,1-2,0-1 ) 5517 Skellefteå Kraft Arena - 1 november 2014 Växjö Lakers HC - Brynäs IF 5 - 2 ( 1-0,3-0,1-2 ) 5580 Vida Arena - 1 november 2014 HV 71 - Modo Hockey 3 - 4 ( 0-0,3-1,0-3 ) 7000 Kinnarps Arena - 1 november 2014 Djurgårdens IF - Örebro HK 2 - 3 ( 1-1,1-0,0-1,0-0,0-1 ) 7623 Johanneshovs isstadion - 1 november 2014 Luleå HF - Färjestads BK 3 - 2 ( 0-2,1-0,1-0,0-0,1-0 ) 5432 Coop Norrbotten Arena - 1 november 2014 Leksands IF - Linköping HC 3 - 2 ( 0-0,2-2,0-0,1-0 ) 6349 Tegera Arena - 13 november 2014 Färjestads BK - Brynäs IF 3 - 2 ( 1-0,1-2,1-0 ) 5026 Löfbergs Arena - 13 november 2014 HV 71 - Luleå HF 2 - 3 ( 1-2,0-0,1-0,0-1 ) 6587 Kinnarps Arena - 13 november 2014 Frölunda HC - Leksands IF 3 - 1 ( 1-0,0-1,2-0 ) 9335 Scandinavium - 13 november 2014 Modo Hockey - Djurgårdens IF 1 - 2 ( 1-1,0-1,0-0 ) 5303 Fjällräven Center - 13 november 2014 Örebro HK - Linköping HC 4 - 3 ( 1-0,1-2,1-1,0-0,1-0 ) 5075 Behrn Arena - 13 november 2014 Växjö Lakers HC - Skellefteå AIK 2 - 1 ( 2-0,0-0,0-1 ) 5140 Vida Arena - 15 november 2014 Djurgårdens IF - HV 71 3 - 2 ( 1-1,1-1,0-0,0-0,1-0 ) 8094 Johanneshovs isstadion - 15 november 2014 Leksands IF - Modo Hockey 5 - 4 ( 2-1,2-1,1-2 ) 7650 Tegera Arena - 15 november 2014 Färjestads BK - Örebro HK 2 - 0 ( 1-0,0-0,1-0 ) 6576 Löfbergs Arena - 15 november 2014 Linköping HC - Skellefteå AIK 3 - 1 ( 2-0,1-0,0-1 ) 6209 Saab Arena - 15 november 2014 Luleå HF - Växjö Lakers HC 2 - 1 ( 1-0,0-0,1-1 ) 4657 Coop Norrbotten Arena - 15 november 2014 Brynäs IF - Frölunda HC 3 - 0 ( 0-0,2-0,1-0 ) 5048 Gavlerinken Arena - 18 november 2014 Växjö Lakers HC - Modo Hockey 5 - 3 ( 2-0,1-2,2-1 ) 4395 Vida Arena - 18 november 2014 Linköping HC - Frölunda HC 2 - 3 ( 1-2,1-0,0-1 ) 5059 Saab Arena - 18 november 2014 HV 71 - Färjestads BK 0 - 1 ( 0-0,0-0,0-1 ) 6870 Kinnarps Arena - 18 november 2014 Skellefteå AIK - Örebro HK 2 - 1 ( 1-1,1-0,0-0 ) 4325 Skellefteå Kraft Arena - 18 november 2014 Brynäs IF - Luleå HF 7 - 2 ( 2-1,2-0,3-1 ) 4131 Gavlerinken Arena - 18 november 2014 Leksands IF - Djurgårdens IF 5 - 3 ( 1-0,3-2,1-1 ) 6125 Tegera Arena - 20 november 2014 Modo Hockey - Linköping HC 2 - 0 ( 0-0,2-0,0-0 ) 4681 Fjällräven Center - 20 november 2014 Färjestads BK - Växjö Lakers HC 1 - 2 ( 0-0,0-0,1-1,0-1 ) 4624 Löfbergs Arena - 20 november 2014 Frölunda HC - HV 71 4 - 3 ( 2-1,1-2,0-0,0-0,1-0 ) 9942 Scandinavium - 20 november 2014 Luleå HF - Leksands IF 3 - 4 ( 1-1,0-1,2-2 ) 5167 Coop Norrbotten Arena - 20 november 2014 Örebro HK - Brynäs IF 2 - 1 ( 1-0,0-1,0-0,0-0,1-0 ) 5200 Behrn Arena - 20 november 2014 Djurgårdens IF - Skellefteå AIK 2 - 1 ( 0-1,0-0,1-0,1-0 ) 7629 Johanneshovs isstadion - 22 november 2014 Brynäs IF - Färjestads BK 4 - 1 ( 3-0,0-0,1-1 ) 5693 Gavlerinken Arena - 22 november 2014 Leksands IF - HV 71 3 - 4 ( 1-2,1-0,1-1,0-0,0-1 ) 7143 Tegera Arena - 22 november 2014 Linköping HC - Luleå HF 3 - 1 ( 0-1,2-0,1-0 ) 6365 Saab Arena - 22 november 2014 Frölunda HC - Djurgårdens IF 5 - 4 ( 3-1,1-2,0-1,0-0,1-0 ) 10678 Scandinavium - 22 november 2014 Skellefteå AIK - Modo Hockey 4 - 1 ( 1-0,2-1,1-0 ) 5423 Skellefteå Kraft Arena - 22 november 2014 Växjö Lakers HC - Örebro HK 4 - 3 ( 2-1,1-1,0-1,0-0,1-0 ) 4753 Vida Arena - 25 november 2014 Brynäs IF - Modo Hockey 4 - 1 ( 0-0,1-0,3-1 ) 4032 Gavlerinken Arena - 25 november 2014 Växjö Lakers HC - Frölunda HC 1 - 2 ( 0-1,0-0,1-0,0-1 ) 5002 Vida Arena - 25 november 2014 HV 71 - Djurgårdens IF 3 - 2 ( 1-1,1-0,1-1 ) 6564 Kinnarps Arena - 26 november 2014 Skellefteå AIK - Färjestads BK 6 - 1 ( 1-0,3-1,2-0 ) 4485 Skellefteå Kraft Arena - 26 november 2014 Örebro HK - Luleå HF 3 - 0 ( 2-0,1-0,0-0 ) 5027 Behrn Arena - 26 november 2014 Linköping HC - Leksands IF 4 - 2 ( 0-0,2-1,2-1 ) 5871 Saab Arena - 27 november 2014 Modo Hockey - HV 71 2 - 3 ( 1-0,1-2,0-0,0-0,0-1 ) 4675 Fjällräven Center - 27 november 2014 Djurgårdens IF - Växjö Lakers HC 1 - 0 ( 0-0,1-0,0-0 ) 5988 Johanneshovs isstadion - 27 november 2014 Frölunda HC - Brynäs IF 6 - 1 ( 2-0,1-1,3-0 ) 8929 Scandinavium - 28 november 2014 Luleå HF - Skellefteå AIK 2 - 4 ( 0-2,2-0,0-2 ) 6300 Coop Norrbotten Arena - 28 november 2014 Leksands IF - Örebro HK 3 - 2 ( 3-1,0-1,0-0 ) 6233 Tegera Arena - 28 november 2014 Färjestads BK - Linköping HC 5 - 6 ( 1-3,2-1,2-1,0-0,0-1 ) 4603 Löfbergs Arena - 29 november 2014 Skellefteå AIK - Växjö Lakers HC 2 - 0 ( 0-0,1-0,1-0 ) 5484 Skellefteå Kraft Arena - 29 november 2014 Örebro HK - Färjestads BK 1 - 2 ( 0-0,1-1,0-1 ) 5200 Behrn Arena - 29 november 2014 Modo Hockey - Luleå HF 4 - 1 ( 1-0,2-1,1-0 ) 6576 Fjällräven Center - 29 november 2014 Brynäs IF - Leksands IF 6 - 4 ( 3-1,1-2,2-1 ) 7909 Gavlerinken Arena - 29 november 2014 Linköping HC - Djurgårdens IF 4 - 0 ( 1-0,0-0,3-0 ) 5904 Saab Arena - 29 november 2014 HV 71 - Frölunda HC 3 - 1 ( 1-0,2-1,0-0 ) 7000 Kinnarps Arena - 4 december 2014 Luleå HF - Frölunda HC 1 - 0 ( 0-0,1-0,0-0 ) 4563 Coop Norrbotten Arena - 4 december 2014 Växjö Lakers HC - HV 71 3 - 2 ( 0-0,0-1,3-1 ) 5750 Vida Arena - 4 december 2014 Färjestads BK - Modo Hockey 3 - 2 ( 0-0,0-1,2-1,0-0,1-0 ) 5007 Löfbergs Arena - 4 december 2014 Brynäs IF - Linköping HC 1 - 2 ( 0-0,0-0,1-1,0-0,0-1 ) 4091 Gavlerinken Arena - 4 december 2014 Leksands IF - Skellefteå AIK 0 - 3 ( 0-1,0-1,0-1 ) 5245 Tegera Arena - 5 december 2014 Örebro HK - Djurgårdens IF 2 - 1 ( 0-1,0-0,1-0,0-0,1-0 ) 5112 Behrn Arena - 6 december 2014 Luleå HF - Brynäs IF 3 - 2 ( 1-0,1-2,1-0 ) 5432 Coop Norrbotten Arena - 6 december 2014 Frölunda HC - Skellefteå AIK 1 - 2 ( 0-1,0-1,1-0 ) 5517 Frölundaborgs isstadion - 6 december 2014 Modo Hockey - Örebro HK 2 - 5 ( 1-2,0-1,1-2 ) 5466 Fjällräven Center - 6 december 2014 Växjö Lakers HC - Leksands IF 1 - 5 ( 0-3,1-1,0-1 ) 5007 Vida Arena - 6 december 2014 HV 71 - Linköping HC 1 - 2 ( 0-1,0-0,1-0,0-0,0-1 ) 6813 Kinnarps Arena - 7 december 2014 Djurgårdens IF - Färjestads BK 2 - 3 ( 1-1,0-1,1-0,0-1 ) 7465 Johanneshovs isstadion | - 11 december 2014 Skellefteå AIK - Brynäs IF 2 - 1 ( 0-0,0-0,2-1 ) 4474 Skellefteå Kraft Arena - 11 december 2014 Leksands IF - Luleå HF 2 - 3 ( 0-0,2-0,0-2,0-1 ) 5224 Tegera Arena - 11 december 2014 Linköping HC - Växjö Lakers HC 0 - 6 ( 0-3,0-1,0-2 ) 4440 Saab Arena - 11 december 2014 Örebro HK - Frölunda HC 6 - 3 ( 2-1,2-2,2-0 ) 5133 Behrn Arena - 11 december 2014 Färjestads BK - HV 71 4 - 2 ( 1-1,1-1,2-0 ) 4555 Löfbergs Arena - 11 december 2014 Djurgårdens IF - Modo Hockey 3 - 2 ( 0-1,0-0,2-1,0-0,1-0 ) 6488 Johanneshovs isstadion - 13 december 2014 Skellefteå AIK - Djurgårdens IF 3 - 2 ( 1-0,1-1,0-1,0-0,1-0 ) 5247 Skellefteå Kraft Arena - 13 december 2014 Brynäs IF - Örebro HK 4 - 3 ( 0-0,2-2,1-1,0-0,1-0 ) 4491 Gavlerinken Arena - 13 december 2014 Leksands IF - Frölunda HC 2 - 1 ( 1-0,0-1,0-0,1-0 ) 6705 Tegera Arena - 13 december 2014 Luleå HF - HV 71 4 - 5 ( 2-2,0-0,2-3 ) 4344 Coop Norrbotten Arena - 13 december 2014 Växjö Lakers HC - Färjestads BK 1 - 2 ( 0-1,0-0,1-1 ) 5235 Vida Arena - 13 december 2014 Linköping HC - Modo Hockey 1 - 2 ( 0-1,1-0,0-0,0-1 ) 5466 Saab Arena - 26 december 2014 Modo Hockey - Växjö Lakers HC 3 - 4 ( 1-1,2-1,0-1,0-1 ) 6604 Fjällräven Center - 26 december 2014 Djurgårdens IF - Leksands IF 1 - 2 ( 0-0,0-1,1-1 ) 13850 Globen - 26 december 2014 Färjestads BK - Luleå HF 0 - 1 ( 0-0,0-0,0-0,0-0,0-1 ) 7544 Löfbergs Arena - 26 december 2014 Frölunda HC - Linköping HC 2 - 3 ( 2-1,0-0,0-1,0-1 ) 9145 Scandinavium - 26 december 2014 Örebro HK - Skellefteå AIK 3 - 2 ( 2-1,0-1,0-0,1-0 ) 5200 Behrn Arena - 26 december 2014 HV 71 - Brynäs IF 4 - 2 ( 1-0,2-2,1-0 ) 7000 Kinnarps Arena - 28 december 2014 Modo Hockey - Leksands IF 3 - 4 ( 0-1,2-0,1-2,0-0,0-1 ) 6386 Fjällräven Center - 28 december 2014 Växjö Lakers HC - Luleå HF 1 - 2 ( 0-1,0-1,1-0 ) 5041 Vida Arena - 28 december 2014 Linköping HC - Örebro HK 2 - 3 ( 1-0,1-0,0-2,0-1 ) 6459 Saab Arena - 28 december 2014 HV 71 - Skellefteå AIK 3 - 1 ( 0-1,2-0,1-0 ) 7000 Kinnarps Arena - 28 december 2014 Djurgårdens IF - Brynäs IF 5 - 2 ( 3-0,1-1,1-1 ) 12413 Globen - 28 december 2014 Färjestads BK - Frölunda HC 6 - 2 ( 3-0,2-2,1-0 ) 8011 Löfbergs Arena - 30 december 2014 Luleå HF - Djurgårdens IF 3 - 1 ( 1-1,1-0,1-0 ) 5762 Coop Norrbotten Arena - 30 december 2014 Skellefteå AIK - Linköping HC 1 - 2 ( 0-0,0-1,1-1 ) 5896 Skellefteå Kraft Arena - 30 december 2014 Örebro HK - HV 71 1 - 2 ( 0-1,0-1,1-0 ) 5200 Behrn Arena - 30 december 2014 Brynäs IF - Växjö Lakers HC 0 - 4 ( 0-2,0-1,0-1 ) 5294 Gavlerinken Arena - 30 december 2014 Leksands IF - Färjestads BK 4 - 2 ( 0-0,3-0,1-2 ) 7650 Tegera Arena - 30 december 2014 Frölunda HC - Modo Hockey 2 - 0 ( 1-0,1-0,0-0 ) 10330 Scandinavium - 3 januari 2015 Modo Hockey - Skellefteå AIK 3 - 6 ( 2-2,0-3,1-1 ) 6672 Fjällräven Center - 3 januari 2015 Djurgårdens IF - Örebro HK 2 - 1 ( 0-0,0-1,1-0,0-0,1-0 ) 8094 Johanneshovs isstadion - 3 januari 2015 Växjö Lakers HC - Linköping HC 4 - 2 ( 1-1,1-1,2-0 ) 5108 Vida Arena - 3 januari 2015 Färjestads BK - Brynäs IF 3 - 1 ( 0-0,2-1,1-0 ) 7158 Löfbergs Arena - 3 januari 2015 HV 71 - Luleå HF 3 - 2 ( 0-1,2-1,1-0 ) 6933 Kinnarps Arena - 3 januari 2015 Frölunda HC - Leksands IF 2 - 1 ( 0-0,0-1,2-0 ) 10741 Scandinavium - 6 januari 2015 Djurgårdens IF - Frölunda HC 2 - 0 ( 0-0,1-0,1-0 ) 6751 Johanneshovs isstadion - 6 januari 2015 Modo Hockey - Brynäs IF 2 - 3 ( 2-1,0-1,0-0,0-1 ) 4724 Fjällräven Center - 6 januari 2015 Örebro HK - Växjö Lakers HC 2 - 1 ( 0-0,2-1,0-0 ) 5126 Behrn Arena - 6 januari 2015 Luleå HF - Leksands IF 3 - 0 ( 2-0,1-0,0-0 ) 5027 Coop Norrbotten Arena - 6 januari 2015 Färjestads BK - Skellefteå AIK 2 - 3 ( 1-0,1-2,0-1 ) 7068 Löfbergs Arena - 6 januari 2015 Linköping HC - HV 71 5 - 2 ( 1-0,0-1,4-1 ) 6635 Saab Arena - 8 januari 2015 Brynäs IF - Djurgårdens IF 4 - 2 ( 2-0,2-2,0-0 ) 4366 Gavlerinken Arena - 8 januari 2015 Växjö Lakers HC - Modo Hockey 3 - 2 ( 1-1,1-0,1-1 ) 4421 Vida Arena - 8 januari 2015 Frölunda HC - Örebro HK 1 - 4 ( 0-1,0-3,1-0 ) 6552 Scandinavium - 8 januari 2015 Skellefteå AIK - Luleå HF 4 - 2 ( 0-0,2-0,2-2 ) 5573 Skellefteå Kraft Arena - 8 januari 2015 Leksands IF - Linköping HC 2 - 3 ( 2-1,0-2,0-0 ) 5043 Tegera Arena - 8 januari 2015 HV 71 - Färjestads BK 1 - 2 ( 1-1,0-1,0-0 ) 6753 Kinnarps Arena - 10 januari 2015 Färjestads BK - Leksands IF 5 - 0 ( 3-0,0-0,2-0 ) 7474 Löfbergs Arena - 10 januari 2015 Linköping HC - Skellefteå AIK 1 - 4 ( 1-3,0-0,0-1 ) 6484 Saab Arena - 10 januari 2015 Luleå HF - Modo Hockey 2 - 1 ( 0-1,0-0,2-0 ) 5377 Coop Norrbotten Arena - 10 januari 2015 Örebro HK - Brynäs IF 2 - 1 ( 0-0,2-0,0-1 ) 5200 Behrn Arena - 10 januari 2015 Växjö Lakers HC - Djurgårdens IF 4 - 3 ( 1-0,2-0,1-3 ) 5160 Vida Arena - 9 februari 2015 Frölunda HC - HV 71 5 - 0 ( 0-0,3-0,2-0 ) 7763 Scandinavium - 15 januari 2015 Örebro HK - Leksands IF 1 - 2 ( 0-1,1-0,0-1 ) 5200 Behrn Arena - 15 januari 2015 Brynäs IF - Luleå HF 2 - 0 ( 0-0,0-0,2-0 ) 4217 Gavlerinken Arena - 15 januari 2015 Djurgårdens IF - Linköping HC 0 - 2 ( 0-0,0-0,0-2 ) 7753 Johanneshovs isstadion - 15 januari 2015 Modo Hockey - Färjestads BK 1 - 2 ( 1-0,0-1,0-1 ) 4603 Fjällräven Center - 16 januari 2015 Skellefteå AIK - Frölunda HC 2 - 3 ( 1-0,1-2,0-1 ) 5068 Skellefteå Kraft Arena - 16 januari 2015 HV 71 - Växjö Lakers HC 3 - 7 ( 1-1,2-4,0-2 ) 6824 Kinnarps Arena - 17 januari 2015 Luleå HF - Växjö Lakers HC 3 - 1 ( 1-1,1-0,1-0 ) 5555 Coop Norrbotten Arena - 17 januari 2015 Brynäs IF - Skellefteå AIK 2 - 7 ( 0-5,1-2,1-0 ) 6158 Gavlerinken Arena - 17 januari 2015 Leksands IF - Modo Hockey 4 - 3 ( 1-1,3-0,0-2 ) 6689 Tegera Arena - 17 januari 2015 Färjestads BK - Örebro HK 3 - 2 ( 0-0,1-0,2-2 ) 6521 Löfbergs Arena - 17 januari 2015 Djurgårdens IF - HV 71 5 - 2 ( 2-0,1-0,2-2 ) 6922 Johanneshovs isstadion - 17 januari 2015 Linköping HC - Frölunda HC 2 - 3 ( 0-2,1-0,1-1 ) 5452 Saab Arena - 22 januari 2015 Skellefteå AIK - Leksands IF 4 - 0 ( 0-0,2-0,2-0 ) 4527 Skellefteå Kraft Arena - 22 januari 2015 HV 71 - Örebro HK 5 - 4 ( 2-2,3-1,0-1 ) 6514 Kinnarps Arena - 22 januari 2015 Frölunda HC - Luleå HF 4 - 1 ( 1-1,3-0,0-0 ) 9283 Scandinavium - 22 januari 2015 Modo Hockey - Djurgårdens IF 3 - 2 ( 1-0,0-1,1-1,1-0 ) 4874 Fjällräven Center - 22 januari 2015 Linköping HC - Färjestads BK 4 - 1 ( 2-1,1-0,1-0 ) 5102 Saab Arena - 23 januari 2015 Växjö Lakers HC - Brynäs IF 4 - 2 ( 1-0,1-1,2-1 ) 5249 Vida Arena - 24 januari 2015 Örebro HK - Linköping HC 3 - 2 ( 0-0,0-1,3-1 ) 5200 Behrn Arena - 24 januari 2015 Djurgårdens IF - Skellefteå AIK 1 - 5 ( 1-1,0-3,0-1 ) 8088 Johanneshovs isstadion - 24 januari 2015 HV 71 - Modo Hockey 1 - 0 ( 0-0,0-0,0-0,1-0 ) 6743 Kinnarps Arena - 24 januari 2015 Luleå HF - Färjestads BK 1 - 2 ( 1-0,0-1,0-0,0-1 ) 5432 Coop Norrbotten Arena - 24 januari 2015 Leksands IF - Brynäs IF 3 - 2 ( 0-0,0-1,3-1 ) 7650 Tegera Arena - 24 januari 2015 Frölunda HC - Växjö Lakers HC 2 - 3 ( 0-0,1-1,1-2 ) 9896 Scandinavium - 27 januari 2015 Luleå HF - Linköping HC 2 - 4 ( 0-0,0-3,2-1 ) 4378 Coop Norrbotten Arena - 27 januari 2015 Brynäs IF - HV 71 1 - 2 ( 1-1,0-0,0-0,0-1 ) 3851 Gavlerinken Arena - 27 januari 2015 Leksands IF - Djurgårdens IF 4 - 1 ( 0-1,2-0,2-0 ) 6145 Tegera Arena - 28 januari 2015 Skellefteå AIK - Örebro HK 3 - 2 ( 2-1,0-1,1-0 ) 4309 Skellefteå Kraft Arena - 28 januari 2015 Frölunda HC - Modo Hockey 4 - 3 ( 2-1,1-0,1-2 ) 6356 Scandinavium - 28 januari 2015 Färjestads BK - Växjö Lakers HC 2 - 3 ( 1-0,1-1,0-1,0-1 ) 5013 Löfbergs Arena - 29 januari 2015 Djurgårdens IF - Luleå HF 0 - 3 ( 0-1,0-1,0-1 ) 6390 Johanneshovs isstadion - 29 januari 2015 Linköping HC - Brynäs IF 4 - 1 ( 1-1,2-0,1-0 ) 5573 Saab Arena - 29 januari 2015 HV 71 - Leksands IF 3 - 1 ( 0-1,2-0,1-0 ) 6620 Kinnarps Arena - 30 januari 2015 Örebro HK - Modo Hockey 1 - 0 ( 0-0,0-0,1-0 ) 5200 Behrn Arena - 30 januari 2015 Växjö Lakers HC - Skellefteå AIK 3 - 1 ( 1-0,1-0,1-1 ) 5132 Vida Arena - 30 januari 2015 Frölunda HC - Färjestads BK 2 - 0 ( 2-0,0-0,0-0 ) 10653 Scandinavium - 31 januari 2015 Skellefteå AIK - HV 71 3 - 2 ( 0-1,0-1,2-0,0-0,1-0 ) 5749 Skellefteå Kraft Arena - 31 januari 2015 Färjestads BK - Djurgårdens IF 1 - 2 ( 0-0,1-0,0-2 ) 7479 Löfbergs Arena - 31 januari 2015 Luleå HF - Örebro HK 2 - 3 ( 0-2,0-0,2-0,0-1 ) 4858 Coop Norrbotten Arena - 31 januari 2015 Modo Hockey - Linköping HC 5 - 3 ( 0-1,4-2,1-0 ) 5356 Fjällräven Center - 31 januari 2015 Brynäs IF - Frölunda HC 4 - 2 ( 0-0,2-2,2-0 ) 5476 Gavlerinken Arena - 31 januari 2015 Leksands IF - Växjö Lakers HC 1 - 6 ( 0-1,0-2,1-3 ) 6198 Tegera Arena - 10 februari 2015 Djurgårdens IF - Modo Hockey 1 - 2 ( 1-1,0-0,0-1 ) 7046 Johanneshovs isstadion - 10 februari 2015 Växjö Lakers HC - Örebro HK 2 - 3 ( 0-1,1-1,1-0,0-1 ) 4457 Vida Arena - 10 februari 2015 HV 71 - Frölunda HC 1 - 4 ( 0-0,1-2,0-2 ) 6903 Kinnarps Arena - 10 februari 2015 Skellefteå AIK - Brynäs IF 5 - 4 ( 1-1,1-1,2-2,0-0,1-0 ) 4298 Skellefteå Kraft Arena - 10 februari 2015 Leksands IF - Färjestads BK 1 - 4 ( 0-1,1-1,0-2 ) 5713 Tegera Arena - 10 februari 2015 Linköping HC - Luleå HF 3 - 4 ( 3-2,0-1,0-1 ) 5661 Saab Arena - 11 februari 2015 Färjestads BK - Linköping HC 3 - 2 ( 0-0,0-1,3-1 ) 5168 Löfbergs Arena - 12 februari 2015 Modo Hockey - Växjö Lakers HC 2 - 3 ( 2-0,0-1,0-1,0-0,0-1 ) 4515 Fjällräven Center - 12 februari 2015 Örebro HK - HV 71 9 - 2 ( 3-0,3-1,3-1 ) 5114 Behrn Arena - 12 februari 2015 Frölunda HC - Djurgårdens IF 3 - 4 ( 1-2,0-1,2-0,0-0,0-1 ) 7447 Scandinavium - 12 februari 2015 Luleå HF - Skellefteå AIK 5 - 4 ( 1-1,1-0,3-3 ) 5776 Coop Norrbotten Arena - 12 februari 2015 Brynäs IF - Leksands IF 4 - 1 ( 0-1,2-0,2-0 ) 7909 Gavlerinken Arena - 14 februari 2015 Djurgårdens IF - Färjestads BK 2 - 3 ( 2-0,0-1,0-2 ) 7905 Johanneshovs isstadion - 14 februari 2015 Leksands IF - Luleå HF 1 - 4 ( 0-1,1-2,0-1 ) 6794 Tegera Arena - 14 februari 2015 Linköping HC - Örebro HK 1 - 0 ( 0-0,1-0,0-0 ) 5775 Saab Arena - 14 februari 2015 Frölunda HC - Brynäs IF 4 - 0 ( 1-0,2-0,1-0 ) 11698 Scandinavium - 14 februari 2015 Skellefteå AIK - Modo Hockey 6 - 1 ( 0-0,1-0,5-1 ) 5315 Skellefteå Kraft Arena - 14 februari 2015 Växjö Lakers HC - HV 71 6 - 0 ( 2-0,1-0,3-0 ) 5750 Vida Arena - 17 februari 2015 Skellefteå AIK - Färjestads BK 1 - 5 ( 0-3,1-1,0-1 ) 4437 Skellefteå Kraft Arena - 17 februari 2015 Växjö Lakers HC - Frölunda HC 3 - 0 ( 1-0,2-0,0-0 ) 5243 Vida Arena - 17 februari 2015 HV 71 - Djurgårdens IF 4 - 0 ( 0-0,2-0,2-0 ) 6520 Kinnarps Arena - 18 februari 2015 Modo Hockey - Leksands IF 4 - 1 ( 0-1,0-0,4-0 ) 4943 Fjällräven Center - 18 februari 2015 Örebro HK - Luleå HF 4 - 1 ( 1-0,1-1,2-0 ) 5200 Behrn Arena - 18 februari 2015 Brynäs IF - Linköping HC 3 - 5 ( 0-3,0-1,3-1 ) 4101 Gavlerinken Arena - 19 februari 2015 Djurgårdens IF - Växjö Lakers HC 4 - 5 ( 1-1,2-2,1-2 ) 6435 Johanneshovs isstadion - 19 februari 2015 Färjestads BK - HV 71 2 - 3 ( 1-0,1-1,0-2 ) 6043 Löfbergs Arena - 19 februari 2015 Frölunda HC - Skellefteå AIK 4 - 3 ( 0-1,3-0,0-2,1-0 ) 9325 Scandinavium - 20 februari 2015 Luleå HF - Brynäs IF 0 - 3 ( 0-0,0-1,0-2 ) 4783 Coop Norrbotten Arena - 20 februari 2015 Leksands IF - Örebro HK 3 - 5 ( 1-3,1-1,1-1 ) 6046 Tegera Arena - 20 februari 2015 Linköping HC - Modo Hockey 6 - 1 ( 4-0,1-1,1-0 ) 5882 Saab Arena - 21 februari 2015 Skellefteå AIK - Djurgårdens IF 5 - 2 ( 0-1,2-1,3-0 ) 5392 Skellefteå Kraft Arena - 21 februari 2015 HV 71 - Linköping HC 2 - 4 ( 2-0,0-1,0-3 ) 7000 Kinnarps Arena - 21 februari 2015 Modo Hockey - Luleå HF 2 - 4 ( 0-2,0-2,2-0 ) 5938 Fjällräven Center - 21 februari 2015 Örebro HK - Frölunda HC 4 - 2 ( 1-0,3-1,0-1 ) 5200 Behrn Arena - 21 februari 2015 Brynäs IF - Färjestads BK 1 - 3 ( 0-0,1-1,0-2 ) 6953 Gavlerinken Arena - 21 februari 2015 Växjö Lakers HC - Leksands IF 2 - 1 ( 0-1,0-0,1-0,1-0 ) 5169 Vida Arena - 24 februari 2015 Modo Hockey - HV 71 1 - 2 ( 0-0,0-1,1-1 ) 4459 Fjällräven Center - 24 februari 2015 Brynäs IF - Örebro HK 4 - 2 ( 3-1,1-0,0-1 ) 4204 Gavlerinken Arena - 24 februari 2015 Färjestads BK - Frölunda HC 3 - 4 ( 0-0,2-3,1-0,0-0,0-1 ) 6033 Löfbergs Arena - 25 februari 2015 Luleå HF - Djurgårdens IF 2 - 4 ( 1-2,1-0,0-2 ) 4785 Coop Norrbotten Arena - 25 februari 2015 Leksands IF - Skellefteå AIK 2 - 6 ( 2-1,0-2,0-3 ) 6206 Tegera Arena - 25 februari 2015 Linköping HC - Växjö Lakers HC 2 - 0 ( 0-0,0-0,2-0 ) 7269 Saab Arena - 26 februari 2015 Örebro HK - Färjestads BK 3 - 1 ( 0-0,2-0,1-1 ) 5200 Behrn Arena - 26 februari 2015 HV 71 - Brynäs IF 4 - 1 ( 2-0,0-1,2-0 ) 6720 Kinnarps Arena - 26 februari 2015 Modo Hockey - Frölunda HC 1 - 6 ( 0-3,1-1,0-2 ) 7350 Fjällräven Center - 27 februari 2015 Skellefteå AIK - Linköping HC 2 - 1 ( 2-0,0-1,0-0 ) 5159 Skellefteå Kraft Arena - 27 februari 2015 Djurgårdens IF - Leksands IF 4 - 3 ( 2-2,1-0,0-1,1-0 ) 8094 Johanneshovs isstadion - 27 februari 2015 Växjö Lakers HC - Luleå HF 2 - 1 ( 1-1,0-0,1-0 ) 5004 Vida Arena - 28 februari 2015 Färjestads BK - Modo Hockey 5 - 2 ( 1-0,1-1,3-1 ) 7037 Löfbergs Arena - 28 februari 2015 Linköping HC - Djurgårdens IF 7 - 0 ( 1-0,3-0,3-0 ) 7804 Saab Arena - 28 februari 2015 Luleå HF - HV 71 0 - 4 ( 0-1,0-0,0-3 ) 5266 Coop Norrbotten Arena - 28 februari 2015 Örebro HK - Skellefteå AIK 4 - 0 ( 1-0,2-0,1-0 ) 5200 Behrn Arena - 28 februari 2015 Brynäs IF - Växjö Lakers HC 2 - 1 ( 0-0,1-1,1-0 ) 5006 Gavlerinken Arena - 28 februari 2015 Leksands IF - Frölunda HC 4 - 5 ( 1-1,1-0,2-3,0-0,0-1 ) 5660 Tegera Arena - 3 mars 2015 Skellefteå AIK - Växjö Lakers HC 2 - 1 ( 0-0,0-0,1-1,0-0,1-0 ) 4877 Skellefteå Kraft Arena - 3 mars 2015 Modo Hockey - Örebro HK 5 - 3 ( 3-0,1-0,1-3 ) 4974 Fjällräven Center - 3 mars 2015 Djurgårdens IF - Brynäs IF 1 - 0 ( 0-0,0-0,1-0 ) 7846 Johanneshovs isstadion - 3 mars 2015 Leksands IF - HV 71 2 - 5 ( 0-0,0-4,2-1 ) 4725 Tegera Arena - 3 mars 2015 Färjestads BK - Luleå HF 1 - 3 ( 1-1,0-1,0-1 ) 5335 Löfbergs Arena - 3 mars 2015 Frölunda HC - Linköping HC 3 - 0 ( 2-0,0-0,1-0 ) 9256 Scandinavium - 5 mars 2015 Luleå HF - Frölunda HC 3 - 0 ( 1-0,1-0,1-0 ) 4534 Coop Norrbotten Arena - 5 mars 2015 Örebro HK - Djurgårdens IF 4 - 5 ( 0-0,4-2,0-2,0-0,0-1 ) 5123 Behrn Arena - 5 mars 2015 Brynäs IF - Modo Hockey 2 - 1 ( 0-1,2-0,0-0 ) 4648 Gavlerinken Arena - 5 mars 2015 Växjö Lakers HC - Färjestads BK 4 - 1 ( 0-1,4-0,0-0 ) 5009 Vida Arena - 5 mars 2015 Linköping HC - Leksands IF 4 - 0 ( 1-0,2-0,1-0 ) 6040 Saab Arena - 5 mars 2015 HV 71 - Skellefteå AIK 0 - 3 ( 0-1,0-0,0-2 ) 6742 Kinnarps Arena |